# Stockviksverken
Stockviksverken var en kemisk fabrik söder om Stockvik tillverkade kalkkväve, karbid, PVC med mera.